# Homestead (Misuri)
Homestead es una villa ubicada en el condado de Ray en el estado estadounidense de Misuri. En el Censo de 2010 tenía una población de 185 habitantes y una densidad poblacional de 449,24 personas por km².

## Geografía
Homestead se encuentra ubicada en las coordenadas 39°21′48″N 94°12′2″O / 39.36333, -94.20056. Según la Oficina del Censo de los Estados Unidos, Homestead tiene una superficie total de 0.41 km², de la cual 0.41 km² corresponden a tierra firme y (0%) 0 km² es agua.

## Demografía
Según el censo de 2010, había 185 personas residiendo en Homestead. La densidad de población era de 449,24 hab./km². De los 185 habitantes, Homestead estaba compuesto por el 96.22% blancos, el 1.62% eran afroamericanos, el 1.08% eran amerindios, el 0% eran asiáticos, el 0% eran isleños del Pacífico, el 0% eran de otras razas y el 1.08% pertenecían a dos o más razas. Del total de la población el 0.54% eran hispanos o latinos de cualquier raza.